# حارة الكداو (صنعاء)
الكداو هي إحدى حارات حي القابل بمدينة الروضة شمال العاصمة اليمنية "صنعاء"، بلغ تعداد سكانها 103 نسمة حسب تعداد اليمن لعام 2004.